# Cheilosia megatarsa
Cheilosia megatarsa är en tvåvingeart som beskrevs av Fluke och Hull 1947. Cheilosia megatarsa ingår i släktet örtblomflugor, och familjen blomflugor.
Artens utbredningsområde är Colorado. Inga underarter finns listade i Catalogue of Life.